# Жарриж, Катрин
Екатерина Жарриж  (фр. Catherine Jarrige, 4 октября 1754, Овернь — 4 июля 1836, Морьяк) — блаженная Римско-Католической Церкви, монахиня, член третьего (терциарий) монашеского ордена доминиканцев.

## Биография
Екатерина Жарриж родилась в многодетной крестьянской семье. С раннего возраста работала прислугой. В возрасте 22 лет вступила в третий доминиканский орден для мирян и стала заниматься благотворительной деятельностью, собирая подаяние и раздавая его бедным и нуждающимся. Во время Французской революции помогала католическим священникам, которые не поддерживали республиканский закон «Гражданское устройство духовенства». Этот закон требовал от духовенства принесения специальной присяги на верность Французской Республике и ограничивал права Римско-Католической Церкви во Франции. Большинство католического духовенства отказалось от исполнения этого антиклерикального закона, за что подвергалось преследованиям со стороны революционных властей. Екатерина Жарриж неоднократно укрывала священников от преследования, помогала им совершать в подполье святые мессы. За свою деятельность Екатерина Жарриж была несколько раз подвергнута аресту, однако её задержание вызывало народные волнения и полиция была вынуждена её отпускать из-под ареста. После прекращения гонений на Католическую Церковь, она продолжила свою благотворительную деятельность среди бедных, работала в местной больнице, ухаживая за больными.

## Прославление
21 ноября 1996 года Екатерина Жарриж была причислена к лику блаженных римским папой Иоанном Павлом II. День памяти в Католической Церкви — 4 июля.